# Гранитный штат (Во все тяжкие)
«Гранитный штат» (англ. Granite State) — пятнадцатый эпизод пятого сезона американского драматического телесериала «Во все тяжкие», 61-й и предпоследний во всём сериале. Сценаристом и режиссёром стал Питер Гулд. Премьера эпизода состоялась на канале AMC в США и Канаде 22 сентября 2013 года.

## Сюжет
В подвал мастерской по ремонту пылесосов Сола Гудмана (Боб Оденкёрк) ведёт экстрактор Эд (Роберт Форстер). Там он находит Уолта (Брайан Крэнстон), который также заплатил за экстракцию. Уолт просит Сола связаться со всеми его знакомыми киллерами, чтобы убить Джека и вернуть остальные бочки с деньгами, но Сол отказывается. Сол говорит Уолту, что, сдав себя, Скайлер сможет оставить себе их дом и власти не отнимут его. Уолт говорит, что это произойдёт лишь в том случае, когда все его деньги будут возвращены и переданы его семье. Уолт пытается заставить Сола уйти с ним, но Сол отказывается, говоря, что он больше не адвокат, и что если ему повезёт, то он будет «менеджером Cinnabon в Омахе». Уолт дальше пытается запугать, но смягчается из-за кашля. Сол прощается с Уолтом и уходит, чтобы начать новую жизнь в Небраске.
Банда Джека устраивает налёт на дом Мари Шрейдер и находит запись с признанием Джесси. Джек хочет убить Джесси, но Тодд говорит ему, что ему нужно, чтобы он готовил мет, чтобы впечатлить Лидию, от которой он без ума. Вскоре после этого они вламываются в дом Уолта и угрожают Скайлер. Они просят её ничего не говорить полиции о Лидии, на что Скайлер соглашается. Лидия встречается с Тоддом и говорит ему, что она хочет прекратить их операцию из-за напряжения, но меняет решение, когда он говорит, что их мет теперь чистый на 92% благодаря Джесси. На операционной базе Джека, Джесси использует скрепку, чтобы освободиться от наручников, и пытается сбежать, но его схватывают. В качестве наказания бандиты отвозят его к дому Андреа и заставляют его смотреть, как Тодд убивает её. Они угрожают убить Брока, если тот снова ослушается их.
Эд довёз Уолта до его нового места жительства: уединённой хижины в лесу на севере Нью-Гэмпшира. Эд говорит ему, что его поймают, если он решит покинуть хижину и уйти дальше чем на 2 акра вокруг неё. Уолт искушён первым днём прогулки, но не решается. Несколько месяцев спустя у Уолта выросли борода и волосы. Эд каждый месяц приезжает к нему, чтобы доставить всё необходимое для Уолта. В этот раз он привёз ассортимент очков и дозу химиотерапии. Эд говорит Уолту, что Скайлер теперь пользуется своей девичьей фамилией и что она по совместительству работает диспетчером в такси, и что она с Уолтом-младшим покинули их старый дом. Он также говорит об общенациональной охоте на Уолта, и что их заброшенный дом теперь стал что-то вроде туристической достопримечательности. Одинокий Уолт платит Эду $10 000, чтобы остаться с ним ещё на один час и поиграть с ним в карты.
Позже Уолт засовывает $100 000 в картонную коробку и покидает хижину. Он идёт в местный бар и платит барменше, чтобы она позвонила в школу Уолту-мл., притворившись Мари, и Уолта-мл. выводят из класса, чтобы тот ответил на звонок. Уолт пытается помириться со своим сыном. Чтобы обойти полицию, Уолт говорит ему, что он собирается отправить коробку с $100 000 друга Уолта-мл., Луису, что он забрал и отдал её Скайлер. Хотя Уолт-мл. изначально тронут, он вскоре приходит в ярость из-за того, что Уолт пытается отдать ему его деньги от продажи наркотиков, особенно после смерти Хэнка. Уолт утверждает, что всё, что он сделал, не должно быть напрасным, но Уолт-мл. заканчивает разговор, напоследок пожелав отцу поскорее умереть.
Удручённый Уолт звонит в УБН и идентифицирует себя, оставив телефон висеть, чтобы они смогли отследить его местоположение. Однако он видит Эллиотта и Гретхен Шварц за интервью с Чарли Роузом по телевизору, которые внесли свой вклад в $28 миллионов для реабилитации наркоманов на американском юго-западе. Уолт приходит в ярость, когда Эллиотт и Гретхен в открытую отрицают его вклад в Grey Matter Technologies и, прежде чем прибудет полиция, он решает бежать.

## Производство

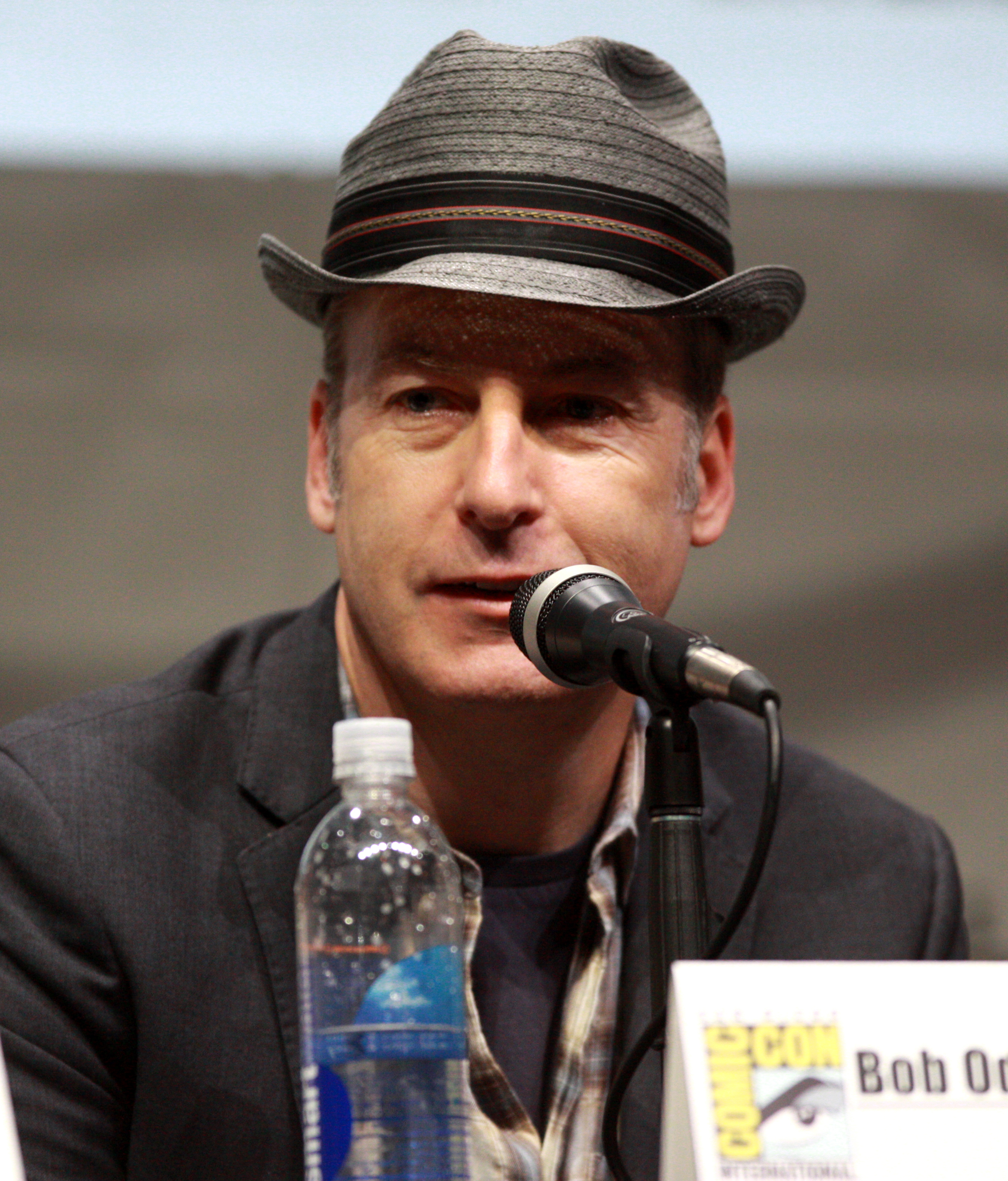
Боб Оденкёрк в последний раз появился в роли Сола Гудмана в этом эпизоде.

18 сентября 2013 года было объявлено, что «Гранитный штат» и «Фелина» будут длиться по 75 минут, включая рекламы (настоящая длина 53 минуты). Название эпизода ссылается к прозвищу Нью-Гэмпшира, куда переселяется Уолт под новым именем (надгробия также чаще всего делаются из гранита). Также приходилось переснимать сцены телефонного разговора между Уолтером и Уолтером-мл., потому что во время перелёта на Boeing 737 отснятый материал был перевёрнут вверх дном.
Этот эпизод подчёркивает последнее появление Боба Оденкёрка в сериале, поскольку его персонаж Сол Гудман сбежал в Небраску. Оденкёрк вернулся к роли Сола в приквел-спин-оффе «Во все тяжких», «Лучше звоните Солу».

## Реакция
Эпизод посмотрели 6,58 миллионов зрителей во время оригинального показа.
Эпизод в целом получил положительные отзывы. Критики также прокомментировали то, как изменение темпа из нашумевшего эпизода предыдущей недели позволило показать более задумчивое повествование.
Питер Гулд был номинирован на премию Гильдии сценаристов США в эпизоде драматического телесериала.
Выступление Роберта Форстера принесло ему премию «Сатурн» за лучшую гостевую роль в телесериале.